# Шамот
Шамо́т (фр. chamotte) — випалена (до спікання) вогнетривка глина або каолін. Ступінь спікання шамоту характеризується водопоглинанням, яке становить від 2-3 % до 8-10 %, для низьковипаленого шамоту — 20 %. Одержують шамот обпалюванням (переважно при температурі 1300—1500 °C) у обертових, шахтних або інших печах вихідної сировини у вигляді природних грудок або штучно виготовлених брикетів.
Після подрібнення шамот використовують у виробництві вогнетривких матеріалів як компонент для зменшення пластичності й усадки шамотних мас і як заповнювач для жаростійких бетонів. Шамотні вогнетриви (високоглиноземисті та інші) використовують для мурування стін і склепінь печей, ними обмуровують топки, димоходи, шви сполучень азбестоцементних труб на трасах тепло- і димовідведення тощо.